# Depot von Molkenberg
Das Depot von Molkenberg (auch Hortfund von Molkenberg) ist ein Depotfund der frühbronzezeitlichen Aunjetitzer Kultur (2300–1550 v. Chr.) aus Molkenberg, einem Ortsteil von Schollene im Landkreis Stendal (Sachsen-Anhalt). Das Depot gelangte nach seiner Auffindung in das Museum von Rathenow, ist aber heute verschollen.

## Fundgeschichte
Das Depot wurde vor 1929 an der linken Seite der Straße von Molkenberg nach Rehberg in einer Vertiefung am Rand einer Ausschachtung gefunden.

## Zusammensetzung
Nach dem Fundbericht wurde das Depot in einem Keramikgefäß vorgefunden. Wilhelm Albert von Brunn bezweifelte aber aufgrund der Größenangaben, dass alle Gegenstände darin niedergelegt worden waren. Das nur unvollständig erhaltene Gefäß war bauchig und besaß einen abgesetzten konischen leicht eingewölbten Hals. Auf der Schulter wies das Gefäß fünf Warzen und darüber zwei breite horizontale Streifen auf.
Zu dem Depot gehörten 19 Bronzegegenstände: drei Thüringer Ringe, vier schwere ovale geschlossene Ringe, sechs Blutegelringe, vier sehr kleine Armringe, eine Axt und eine Kette mit Anhänger. Von den Thüringer Ringen wies einer drei Löcher auf, die in gleichmäßigen Abständen angebracht worden waren. Die schweren ovalen Ringe und teilweise auch die Blutegelringe wiesen unterschiedliche Querschnittstärken auf. Die kleinen Ringe besaßen Endstollen, die bei zwei Exemplaren facettiert waren. Die Kette bestand aus 243 ovalen Perlen, die einen hohen Zinnanteil aufwiesen. Der Anhänger (auch als „Kettenschloss“ interpretiert) war zungenförmig und wies auf der Vorderseite ein Dekor aus drei hufeisenförmigen Reliefleisten auf. Zur Rückseite liegen keine Angaben vor.
Neben den Bronzegegenständen gehörten zum Depot außerdem fünf kleine runde Bernstein-Perlen.